# Diecezja Aba
Diecezja Aba (łac. Dioecesis Abana) – diecezja rzymskokatolicka w Nigerii stanowiąca sufraganię archdiecezji Owerri.
Siedzibą jest Aba. Zajmuje 2,494 km².

## Historia
Diecezja została utworzona 2 kwietnia 1990 z części diecezji Umuahia i przyłączona do metropolii Onitsha. Cztery lata później Stolica Apostolska zmieniła przynależność metropolitalną diecezji, włączając ją do metropolii Owerri.

## Główne świątynie
- Katedra: Katedra Chrystusa Króla w Abie

## Biskupi
- Vincent Ezeonyia CSSp (2 kwietnia 1990 – 8 lutego 2015)
- Augustine Ndubueze Echema (od 28 grudnia 2019)

## Dane statystyczne
Dane nie uwzględniają zmian terytorialnych.
| Rok  | Katolicy | Populacja | Osetek katolików | Księża diecezjalni | Księża zakonni | Księża łącznie | Katolicy/księdza | Stali diakoni | Zakonnicy | Zakonnice | Parafie | Źródło |
| ---- | -------- | --------- | ---------------- | ------------------ | -------------- | -------------- | ---------------- | ------------- | --------- | --------- | ------- | ------ |
| 1990 | 198 196  | 962 051   | 20.6%            | 43                 | 20             | 63             | 3145             |               | 28        |           | 28      | ap1991 |
| 1999 | 313 538  | 1 374 018 | 22.8%            | 55                 | 17             | 72             | 4354             |               | 17        | 45        | 40      | ap2000 |
| 2000 | 324 149  | 1 383 529 | 23.4%            | 58                 | 17             | 75             | 4321             |               | 17        | 57        | 40      | ap2001 |
| 2001 | 250 823  | 1 850 400 | 13.6%            | 57                 | 14             | 71             | 3532             |               | 14        | 89        | 40      | ap2002 |
| 2002 | 326 149  | 1 908 904 | 17.1%            | 59                 | 25             | 84             | 3882             |               | 25        | 75        | 41      | ap2003 |
| 2003 | 559 009  | 2 186 706 | 25.6%            | 64                 | 27             | 91             | 6142             |               | 27        | 97        | 47      | ap2004 |
| 2004 | 572 147  | 2 236 135 | 25.6%            | 96                 | 23             | 119            | 4807             |               | 23        | 89        | 49      | ap2005 |
| 2005 | 585 021  | 2 253 090 | 26.0%            | 90                 | 23             | 113            | 5177             |               | 23        | 89        | 49      | ap2006 |